# Janez Marič
Janez Marič (Bled, 10 agosto 1975) è un ex biatleta e fondista sloveno.

## Biografia

### Carriera nello sci di fondo
Nato a Ribno di Bled, ha iniziato praticando lo sci di fondo; in Coppa del Mondo ha esordito il 23 novembre 1996 a Kiruna (86º) e ha ottenuto il miglior piazzamento il 7 dicembre successivo a Davos (74º).
Ha preso parte a un'edizione dei Campionati mondiali juniores e a una dei Campionati mondiali, Trondheim 1997 (63º nell'inseguimento il miglior piazzamento).

### Carriera nel biathlon
Dal 1997 si dedica prevalentemente al biathlon; in Coppa del Mondo ha esordito il 5 marzo 1998 a Pokljuka (100º), ha ottenuto il primo podio il 19 dicembre 2002 a Osrblie (2º) e la prima vittoria il 21 febbraio 2003 a Östersund.
Nella sua carriera da biatleta ha preso parte a quattro edizioni dei Giochi olimpici invernali, Salt Lake City 2002 (44º nella sprint, 38º nell'inseguimento, 43º nell'individuale, 10º nella staffetta), Torino 2006 (36º nella sprint, 37º nell'inseguimento, 40º nell'individuale, 10º nella staffetta), Vancouver 2010 (27º nella sprint, 47º nell'inseguimento, 62º nell'individuale, 17º nella staffetta) e Soči 2014 (51° nella sprint, 63° nell'individuale, 49° nell'inseguimento, 6° nella staffetta), e a undici dei Campionati mondiali (4º nella staffetta mista ad Anterselva 2007 il miglior piazzamento).

## Palmarès

### Biathlon

#### Coppa del Mondo
- Miglior piazzamento in classifica generale: 20º nel 2004
- 4 podi (tutti individuali):
  - 1 vittoria
  - 2 secondi posti
  - 1 terzo posto

##### Coppa del Mondo - vittorie
| Data             | Località  | Nazione | Spec. |
| ---------------- | --------- | ------- | ----- |
| 21 febbraio 2003 | Östersund | Svezia  | IN    |

Legenda:

IN = individuale